# 오! 필승 봉순영
《오! 필승 봉순영》은 2004년 9월 13일부터 2004년 11월 2일까지 방영된 한국방송공사 월화미니시리즈로, 어느 날 눈 떠 보니 나도 모르는 사이에 재벌가의 후계자가 되어 있더라는 누구나 한번 꿈꾸어 봄직한 설정에서 출발한다.

## 줄거리
백수 건달 오필승은 유통업계의 거대기업인 최고그룹 사주인 신회장의 장손이 사망하면서 그의 손자라는 이유로 후계자로 지목된다. 기업 경영에 대해 아무것도 모르던 필승은 얼떨결에 대타로 투입된 후 여러 난관 속에서도 조금씩 성과를 거두며 성장한다. 필승의 소꿉친구인 봉순영과 그의 성공을 도와주는 이지적인 비서 노유정, 수재형 전문경영인이며 순영을 좋아하는 윤재웅 등 네 명이 얽히게 된다.

## 등장 인물

### 주요 인물
- 안재욱 : 오필승(28세) 역 - 백수건달, 최고그룹 후계자
- 채림 : 봉순영(26세) 역 - 대형할인매장 매니저
- 류진 : 윤재웅(29세) 역 - 최고그룹 기획실 팀장
- 박선영 : 노유정(29세) 역 - 필승을 보필하는 비서실장

### 주변 인물
- 추자현 : 허송자(26세) 역 - 자칭 차연우
- 문천식 : 봉진표(28세) 역 - 순영의 오빠, 필승의 친구
- 여운계 : 신 회장(70대 중반) 역 - 최고그룹의 회장
- 장용 : 윤 비서 역 - 신 회장의 비서, 재웅의 아버지
- 이정길 : 봉창수(50대 초반) 역 - 순영의 아버지
- 김해숙 : 박옥자 역 - 순영의 어머니

### 민 전무와 일당들
- 강신일 : 민기백 전무 역 - 최고그룹 두 번째 실력자
- 김승욱 : 아부 김 김승욱 역 - 민 전무의 오른팔
- 이달형 : 아부 리 이달형 역 - 민 전무의 행동대장

### 그 외 인물
- 이성민 : 박 검품장 역
- 공재원
- 김하은
- 고규필
- 신동욱 : 오준수 역
- 정강희
- 이혜숙
- 최유정 : 필승의 어머니역
- 정석용
- 최용민

## 수상 경력
- 2004년 KBS 연기대상 남자 최우수연기상, 베스트 커플상 안재욱
- 2004년 KBS 연기대상 여자 우수연기상, 베스트 커플상 박선영
- 2004년 KBS 연기대상 여자 조연상 김해숙
- 2004년 그리메상 시상식 남자 최우수연기상 안재욱

## 참고 사항
- 지영수 PD의 첫 번째 연출작이다.[1]
- 제목이 암시하듯 주인공 오필승과 봉순영의 사랑을 주축으로 기획되었으나, 방영 중 필승의 비서인 노유정의 딱부러지는 캐릭터에 대한 인기가 높아지면서 시청자들이 필승-순영 간 지지 세력과 필승-유정 간 지지 세력으로 나누어 각자가 원하는 결말에 대한 인터넷 논쟁을 벌이기도 했다.[2]

- 박선영 (노유정 역)은 2004년 2월 24일부터 2006년 8월 4일까지 팬엔터테인먼트와 전속계약을 체결했으나 2004년 8월 소속사 동의 없이 해당 작품에 출연했고 이 과정에서 박선영은 팬엔터테인먼트와 전속계약이 해지됐으며[3] 서울지법은 박선영에게 2005년 1월 28일 "향후 KBS 출연료를 팬엔터테인먼트가 박선영씨를 상대로 낸 전속계약 위반에 따른 손해배상 청구소송이 마무리될 때까지 지급할 수 없다"는 판결을 내렸는데 그 당시 KBS는 2003년 10월 19기로 공채 탤런트 제도를 재개했지만[4] 공채로 뽑고 훈련시킨 연기자들이 2~3년의 전속 기간만 끝나면 바로 출연료가 급등한 데다 매니지먼트사와 계약을 해 빠져나가는 상황이 지속되면서 이 시기를 끝으로[5] 또다시 폐지됐다.
- 결국 박선영은 해당 작품 종영 2년 뒤인 2006년 12월 7일 팬엔터테인먼트에 1억 2000여만원을 배상했으며[6] KBS는 2008년 10월 20기로 공채 탤런트 제도를 재개했으나[7] 이 시기를 끝으로 또다시 폐지됐다.

## 참고자료
- 손원제 (2004년 10월 20일). “<오!필승 봉순영>의 오필승은 스미스다”. 씨네21. 2007년 11월 7일에 확인함.[깨진 링크(과거 내용 찾기)]
- “안재욱 주연 <오! 필승 봉순영> 열기 심상찮다”. 연합뉴스. 2004년 9월 22일. 2007년 11월 7일에 확인함.